# ادلینگهم
ادلینگهم (به انگلیسی: Edlingham) یک روستا و محله مدنی در بریتانیا است که در نورث‌آمبرلند واقع شده‌است. ادلینگهم ۱۹۱ نفر جمعیت دارد.